# Remo nos Jogos Olímpicos de Verão de 2008 - Quatro sem masculino
As competições da classe quatro sem masculino (barcos com quatro tripulantes sem timoneiro) do remo nos Jogos Olímpicos de Verão de 2008 foram realizadas entre os dias 9 e 16 de agosto. Os eventos foram disputados no Parque Olímpico Shunyi.

## Medalhistas
| Ouro   | GBR Tom James, Steve Williams, Peter Reed e Andrew Triggs-Hodge          |
| Prata  | AUS Matt Ryan, James Marburg, Cameron McKenzie e Francis Hegerty         |
| Bronze | FRA Julien Deprès, Benjamim Rondeau, Germain Chardin e Dorian Mortelette |

## Resultados

### Eliminatórias
Regras de classificação: 1-3→SA/B, 4..→R

#### Eliminatória 1
| Pos. | Atletas                                     | País               | Tempo   |      |
| ---- | ------------------------------------------- | ------------------ | ------- | ---- |
| 1    | James, Williams, Reed, Triggs-Hodge         | GBR Grã-Bretanha   | 6:00.59 | SA/B |
| 2    | C. Mornati, Sartori, N. Mornati, Carboncini | ITA Itália         | 6:02.84 | SA/B |
| 3    | Banks, Teti, Lanzone, Newlin                | USA Estados Unidos | 6:03.96 | SA/B |
| 4    | Zhang, Zhao, Guo, Song                      | CHN China          | 6:09.64 | R    |
| 5    | Dzemyanenka, Lialin, Nosau, Kazubouski      | BLR Bielorrússia   | 6:12.63 | R    |

#### Eliminatória 2
| Pos. | Atletas                               | País                | Tempo   |      |
| ---- | ------------------------------------- | ------------------- | ------- | ---- |
| 1    | Cirkel, Vellenga, Gabriels, Vermeulen | NED Países Baixos   | 6:00.50 | SA/B |
| 2    | Meyer, Dallinger, Murray, Bond        | NZL Nova Zelândia   | 6:00.73 | SA/B |
| 3    | T. Pirih, Rozman, Kolander, M. Pirih  | SLO Eslovênia       | 6:03.78 | SA/B |
| 4    | Gruber, Horvath, Bruncvik, Neffe      | CZE República Checa | 6:10.36 | R    |

#### Eliminatória 3
| Pos. | Atletas                               | País          | Tempo   |      |
| ---- | ------------------------------------- | ------------- | ------- | ---- |
| 1    | Ryan, Marburg, McKenzie, Hegerty      | AUS Austrália | 6:00.40 | SA/B |
| 2    | Hauffe, Seifert, Kaeufer, Adamski     | GER Alemanha  | 6:00.95 | SA/B |
| 3    | Folan, Casey, Devlin, O'Neill         | IRL Irlanda   | 6:02.85 | SA/B |
| 4    | Desprès, Rondeau, Chardin, Mortelette | FRA França    | 6:05.00 | R    |

### Repescagem
Regras de classificação: 1-3→SA/B
| Pos. | Atletas                                | País                | Tempo   |      |
| ---- | -------------------------------------- | ------------------- | ------- | ---- |
| 1    | Gruber, Horvath, Bruncvik, Neffe       | CZE República Checa | 5:58.69 | SA/B |
| 2    | Desprès, Rondeau, Chardin, Mortelette  | FRA França          | 6:00.01 | SA/B |
| 3    | Dzemyanenka, Lialin, Nosau, Kazubouski | BLR Bielorrússia    | 6:00.44 | SA/B |
| 4    | Zhang, Zhao, Guo, Song                 | CHN China           | 6:02.37 |      |

### Semifinais A/B
Regras de classificação: 1-3→FA, 4..→FB

#### Semifinal A/B 1
| Pos. | Atletas                               | País               | Tempo   |    |
| ---- | ------------------------------------- | ------------------ | ------- | -- |
| 1    | James, Williams, Reed, Triggs-Hodge   | GBR Grã-Bretanha   | 5:54.77 | FA |
| 2    | Ryan, Marburg, McKenzie, Hegerty      | AUS Austrália      | 5:56.20 | FA |
| 3    | Desprès, Rondeau, Chardin, Mortelette | FRA França         | 5:56.73 | FA |
| 4    | Meyer, Dallinger, Murray, Bond        | NZL Nova Zelândia  | 5:57.31 | FB |
| 5    | Banks, Teti, Lanzone, Newlin          | USA Estados Unidos | 5:57.52 | FB |
| 6    | Folan, Casey, Devlin, O'Neill         | IRL Irlanda        | 5:58.14 | FB |

#### Semifinal A/B 2
| Pos. | Atletas                                     | País                | Tempo   |    |
| ---- | ------------------------------------------- | ------------------- | ------- | -- |
| 1    | T. Pirih, Rozman, Kolander, M. Pirih        | SLO Eslovênia       | 5:56.08 | FA |
| 2    | Gruber, Horvath, Bruncvik, Neffe            | CZE República Checa | 5:58.02 | FA |
| 3    | Hauffe, Seifert, Kaeufer, Adamski           | GER Alemanha        | 5:58.72 | FA |
| 4    | Cirkel, Vellenga, Gabriels, Vermeulen       | NED Países Baixos   | 6:02.46 | FB |
| 5    | Dzemyanenka, Lialin, Nosau, Kazubouski      | BLR Bielorrússia    | 6:02.79 | FB |
| 6    | C. Mornati, Sartori, N. Mornati, Carboncini | ITA Itália          | 6:05.21 | FB |

### Finais

#### Final B
| Pos. | Atletas                                     | País               | Tempo   |
| ---- | ------------------------------------------- | ------------------ | ------- |
| 1    | Meyer, Dallinger, Murray, Bond              | NZL Nova Zelândia  | 6:06.30 |
| 2    | Cirkel, Vellenga, Gabriels, Vermeulen       | NED Países Baixos  | 6:06.37 |
| 3    | Banks, Teti, Lanzone, Newlin                | USA Estados Unidos | 6:07.17 |
| 4    | Folan, Casey, Devlin, O'Neill               | IRL Irlanda        | 6:07.97 |
| 5    | C. Mornati, Sartori, N. Mornati, Carboncini | ITA Itália         | 6:08.77 |
| 6    | Dzemyanenka, Lialin, Nosau, Kazubouski      | BLR Bielorrússia   | 6:12.54 |

#### Final A
| Pos. | Atletas                               | País                | Tempo   |
| ---- | ------------------------------------- | ------------------- | ------- |
|      | James, Williams, Reed, Triggs-Hodge   | GBR Grã-Bretanha    | 6:06.57 |
|      | Ryan, Marburg, McKenzie, Hegerty      | AUS Austrália       | 6:07.85 |
|      | Desprès, Rondeau, Chardin, Mortelette | FRA França          | 6:09.31 |
| 4    | T. Pirih, Rozman, Kolander, M. Pirih  | SLO Eslovênia       | 6:11.62 |
| 5    | Gruber, Horvath, Bruncvik, Neffe      | CZE República Checa | 6:16.56 |
| 6    | Urban, Schmidt, Kaeufer, Hauffe       | GER Alemanha        | 6:19.63 |

Legenda
| Recorde mundial      | Recorde mundial (World record)               |                       | Recorde africano                      | Recorde africano (African) |                                           | Q | Classificado por posição (Qualified) |
| Recorde olímpico     | Recorde olímpico (Olympic record)            | Recorde da América    | Recorde da América (Americas)         | q                          | Classificado por melhor tempo (Qualified) |   |                                      |
| Melhor marca do ano  | Melhor marca do ano (World leading)          | Recorde asiático      | Recorde asiático (Asian)              | DNS                        | Não largou (Did not start)                |   |                                      |
| Recorde nacional     | Recorde nacional (National record)           | Recorde europeu       | Recorde europeu (European)            | DNF                        | Não terminou (Did not finish)             |   |                                      |
| Recorde pessoal      | Recorde pessoal do atleta (Personal best)    | Recorde da Oceania    | Recorde da Oceania (Oceania)          | DSQ / DQ                   | Desclassificado (Disqualified)            |   |                                      |
| Recorde da temporada | Recorde da temporada do atleta (Season best) | Recorde sul-americano | Recorde sul-americano (South America) | NM                         | Sem marca (No mark)                       |   |                                      |

### Remo
| S | Classificado(a) para as semifinais |    |                        | FA | Final A (disputa de medalhas) |  |  | FD | Final D (sem medalhas) |
| Q | Classificado(a) para as quartas    | FB | Final B (sem medalhas) | FE | Final E (sem medalhas)        |  |  |    |                        |
| R | Classificado(a) para a repescagem  | FC | Final C (sem medalhas) | FF | Final F (sem medalhas)        |  |  |    |                        |